# Nicholas Udall
Nicholas Udall (* 1505 in Hampshire; † 23. Dezember 1556 in London) war ein englischer Dramatiker, Erzieher und Kanonikus in Windsor.

## Leben
Udall wurde in Hampshire geboren und studierte in Oxford, wo er 1524 ins Corpus Christi College eintrat. Er fand bald Zugang zum Hof Heinrich VIII. und wurde 1534 Schulleiter vom Eton College. Nach 7-jähriger Amtszeit wurde er entlassen. Später genoss er die Gunst Eduard VI. und Maria I. Tudor; 1554 übernahm er die Leitung von Westminster School. Udall schrieb die erste englische Renaissancekomödie „Ralph Roister Doister“ (um 1552), die erst nach seinem Tod erschien. Das Stück hielt sich an das Vorbild der antiken Dichter Terenz und Plautus und sollte von Udalls Schülern aufgeführt werden. Udall übersetzte auch einiges und schrieb die „Moralität Respublica“ (1553).